# Cerrito de Jaral
Cerrito de Jaral är en ort i Mexiko.   Den ligger i kommunen Mexquitic de Carmona och delstaten San Luis Potosí, i den centrala delen av landet, 400 km nordväst om huvudstaden Mexico City. Cerrito de Jaral ligger 1 969 meter över havet och antalet invånare är 1 131.
Terrängen runt Cerrito de Jaral är platt åt nordost, men åt sydväst är den kuperad. Terrängen runt Cerrito de Jaral sluttar österut. Runt Cerrito de Jaral är det tätbefolkat, med 308 invånare per kvadratkilometer. Närmaste större samhälle är San Luis Potosí, 11,8 km sydost om Cerrito de Jaral. Omgivningarna runt Cerrito de Jaral är i huvudsak ett öppet busklandskap.